# Vitus Ritter von Hertel
Vitus Ritter von Hertel (* 6. November 1863 in Würzburg; † 12. März 1947 in Sulzbrunn) war ein deutscher Ministerialbeamter und Eisenbahner.

## Leben und Beruf
Nach dem 1882 absolvierten Abitur diente der aus einer katholischen Familie stammende Hertel zunächst als Einjährig-Freiwilliger im 9. Infanterie-Regiment „Wrede“ der Bayerischen Armee. Anschließend studierte er an der Universität Würzburg Rechtswissenschaft. Seit 1882 gehörte er der Burschenschaft Germania Würzburg an. 1889 legte er die Assessorprüfung erfolgreich ab. Als „geprüfter Rechtspraktikant“ trat er am 11. August 1890 beim Oberbahnamt Würzburg in den Dienst der Königlich Bayerischen Staatseisenbahnen. Zunächst versah er Dienst in Heidingsfeld, ab November 1890 dann im Bahnamt Neustadt an der Aisch, ab dem Folgejahr dann in Würzburg. Zum August 1901 wechselte er als Assessor in die Generaldirektion der Bayerischen Staatsbahnen in München, wo er 1903 zum Regierungsrat befördert wurde.
Ab Januar 1904 diente er im unter Heinrich von Frauendorfer neu gegründeten Staatsministerium für Verkehrsangelegenheiten, dem Vorläufer des heutigen Bayerischen Staatsministeriums für Wirtschaft und Medien, Energie und Technologie. Seit 1907 Ministerialrat, wurde Hertel zum 1. Januar 1908 Präsident der neuen Eisenbahndirektion Augsburg. Diese Position versah er auch nach dem Übergang der Bayerischen Staatsbahnen an die 1920 gegründete Deutsche Reichsbahn. Als Präsident der nunmehrigen Reichsbahndirektion Augsburg amtierte Hertel bis zum März 1924 und verließ danach den aktiven Dienst in den einstweiligen Ruhestand. Endgültig schied er zum 1. März 1929 aus dem Dienst. Seit September 1924 war er als Vertreter Bayerns Mitglied im einflussreichen Verwaltungsrat der infolge des Dawes-Plans neu gegründeten Deutschen Reichsbahn-Gesellschaft. 1932 promovierte er in Würzburg zum Thema „Reichsbahn-Gesellschaft und Polizei“.
Nach der „Machtergreifung“ der NSDAP versuchte die Führungsebene der Reichsbahn, gegenüber den neuen Machthabern die innere Autonomie der Reichsbahn zu sichern. Dafür war sie bereit, die Umsetzung der nationalsozialistischen Politik in der Reichsbahn selbst zu übernehmen und zu unterstützen. Ebenso stellte Generaldirektor Julius Dorpmüller bereitwillig Posten für „Alte Kämpfer“ zur Verfügung, um seine Position zu sichern. Auch der Verwaltungsrat der Reichsbahn wurde den Wünschen der neuen Regierung angepasst. Von Hertel, der als zu alt und als bayerischer Partikularist galt, wurde von der neuen bayerischen Regierung unter Ludwig Siebert bedrängt, seinen Posten im Verwaltungsrat zu räumen. Diesem Druck kam er am 6. Juli 1933 nach. Seinen Platz übernahm der SA-Führer Rolf Reiner, der Leiter des „Führerstabs der NSDAP bei der Reichsbahn“.